# زهرا بن میم
زهرا بن میم (متولد ۳۰ سپتامبر ۱۹۸۹) مجری و مدل عراقی است که بیشتر به خاطر بازی در فیلم هرا شناخته می‌شود.

## اوایل زندگی
زهرا بن میم در بغداد متولد شد، از پدری تونسی اهل سوسه و مادری عراقی الاصل از الدیوانیه. او شش سال نخست زندگی را در بغداد گذراند، سپس به همراه پدرش به دمشق سوریه مهاجرت کرد. سیزده سال بعدی زندگی خود را در سوریه سپری کرد و در این مدت تحصیلاتش را به پایان رساند. سرانجام در سال ۲۰۰۷ به تونس نقل مکان کرد و در آنجا فعالیت حرفه‌ای خود را آغاز نمود.

## پیشه
زهرا بن میم فعالیت هنری خود را در سال ۲۰۰۹ با مدلینگ در موزیک ویدئوها و تبلیغات تجاری آغاز کرد. در سال ۲۰۱۱ به عنوان مجری و تهیه‌کننده با شبکه‌های تلویزیونی تونس از جمله (الوطنیه ۱) و (تلویزیون اتّونسیا) همکاری نمود. وی در سال ۲۰۱۷ با ایفای نقش در سریال تونسی The Vortex پا به عرصه بازیگری گذاشت. اما نقطه عطف حرفه‌ای او، بازی در سریال عراقی (حوا بغداد) در سال ۲۰۱۹ بود که در آن مقابل بازیگر آمریکایی اسر وست ظاهر شد. این نقش‌آفرینی برایش جایزه «هلال طلایی» بهترین بازیگر زن عراقی را به ارمغان آورد.

## زندگی شخصی
زهرا بن میم با یک مرد تونسی ازدواج کرده و این زوج صاحب سه فرزند (دو پسر و یک دختر) هستند. او همچنین یک خواهر کوچکتر دارد. در فوریه ۲۰۲۳، وی موفق به دریافت تابعیت عراق شد.بن میم در اعتراضات مردمی عراق در سال ۲۰۱۹ نیز حضور فعال داشت.

## آثار

### سریال‌های تلویزیونی
| سال  | نام                                   | نام عربی  | نقش  |
| ---- | ------------------------------------- | --------- | ---- |
| ۲۰۱۷ | گرداب                                 | الدوامة   | هالا |
| ۲۰۱۹ | هوا بغداد                             | هوی بغداد | شمس  |
| ۲۰۲۱ | دجله و فرات: داستان‌هایی از حوای بغداد | هوی بغداد |      |

### برنامه‌های تلویزیونی
| سال  | نام            | کانال             |
| ---- | -------------- | ----------------- |
| ۲۰۱۳ | صحت شربتکام    | تلویزیون اتتونسیا |
| ۲۰۱۷ | اخبار هواشناسی | الوطنیه ۱         |
| ۲۰۱۷ | ورزش یکشنبه    | الوطنیه ۱         |